# Eleonoro Pacello
Eleonoro Pacello (9 de janeiro de 1643 – maio de 1695) foi um prelado católico romano que serviu como bispo de Pula (1689–1695).

## Biografia
Eleonoro Pacello nasceu em Vicenza, na Itália. No dia 16 de junho de 1669 foi ordenado sacerdote e a 7 de novembro de 1689 foi nomeado pelo Papa Alexandre VIII como Bispo de Pula, onde serviu até à sua morte em maio de 1695.